# Ariño
Pour les articles homonymes, voir Arino.
Ariño est une commune d’Espagne, dans la province de Teruel, communauté autonome d'Aragon comarque d'Andorra-Sierra de Arcos

## Histoire
- Parc culturel de la rivière Martín
- Site des ichnites de dinosaures de Puente del Río Escuriza

## Lieux et monuments
- Iglesia de El Salvador (Ariño) (es)

## Personnalités liées à la commune
- José Antonio Jiménez Comín prêtre espagnol et guérillero de l'Armée de libération nationale (Colombie)
- Francisco Blesa Comín
- Tomás Blesa footballeur